# Гольдман, Чезаре
Чезаре Гольдман (итал. Cesare Goldmann, 21 июля 1858, Триест — 10 октября 1937, Рим) — итальянский предприниматель и политик.

## Биография
Чезаре Гольдман родился в Триесте в богатой еврейской семье Энрико Гольдмана и Каролины Норсы Гольдман, разорённой в 1873 году крахом Венской фондовой биржи. Старшая сестра Чезаре, София, вышла замуж за Федерико Тиволи, от брака родилась Ардуина Фанни Ирма Тиволи (1873—1949) — жена Анджело Сраффа и мать известного экономиста Пьеро Сраффа. Из-за экономических трудностей семьи Чезаре был вынужден прервать учёбу, найдя работу в филиале хлопковой фабрики Кантони в Турине, куда он переехал в 1876 году.
Из-за своих социал-демократических и антиклерикальных взглядов он постепенно отдалился от еврейской веры, присоединившись к масонской ложе Пьетро Микка-Аусония в Турине, став её почтенным членом между 1889 и 1891 годами (сменив, по некоторым данным, на этой должности будущего министра образования и финансов Италии Эдоардо Данео; согласно другим источникам, нося это звание совместно с ним). Гольдман финансировал в тот период Circolo Garibaldi и продвигал различные благотворительные мероприятия, создавая в Турине вместе с братьями по ложе кассы взаимопомощи, детские сады и народные кухни.
Женился на Эмме Де Бенедетти, от неё у него родились сын Энрико и дочь Лия Сильвия. Занимал должность муниципального советника в Турине, избираясь в 1892 и 1895 годах.
В 1897 году переехал в Милан, где работал в итальянской типографии директором по коммерции; занимал эту должность до 1907 года. В Милане вступил в амброзианскую ложу Eterna Luce’м. Голдман занял видное место в мире миланского предпринимательства, будучи президентом различных компаний; среди них: Итальянская кредитная компанию, Комиссионное агентство по импорту и экспорту, Anonima officine Moncenisio, la Anonima Rejna, Миланский сталелитейный завод. Также был акционером популярных газет, в том числе Il Sole, Il Carroccio и Il Secolo.
Находясь на ирредентистских и интервенционистских позициях, он возглавлял Политическую ассоциацию ирредентистов Италии во время Первой мировой войны. Гольдман также присоединился к Комитету по подготовке, открыто интервенционистской организации, основанной в январе 1915 года в Турине. В 1917 году, после исключения Муссолини из социалистической партии, он с большим трудом финансировал его издание Il Popolo d'Italia, пожертвовав взнос в размере 17 000 лир.
В последуюший послевоенный период он был среди участников (один из 206 присутствующих в «неисчерпывающем списке», составленным историком Франзинелли) учредительного собрания фашистского Итальянского союза борьбы, состоявшемся 23 марта 1919 года. На время мероприятия Гольдман предоставил зал Промышленного и торгового союза, в которым он сам председательствовал. Из сообщения Il Popolo d’Italia известно, что помимо Гольдмана на встрече присутствовали и другие итальянские евреи, в том числе Пьеро Жаккиа, Риккардо Луццатто, Эукардио Момильяно и Энрико Рокка. Как и многие другие участники Сансеполькрисмо, члены этого митинга также были крайне разнородны с идеологической точки зрения, и в последующие годы их судьбы сложились по-разному.
Вместе с Йозефом Леопольдом Теплицем, Элио Йоном и Джино Оливетти, финансировавшими Il Popolo d’Italia Муссолини и поход на Рим, Гольдман был одним из ведущих еврейских представителей мира предпринимательства и итальянского интервенционизма, которые поддерживали первоначальную фашистскую партию. Факт присутствия деятелей итальянской еврейской общины на данном этапе формирования фашизма подтверждает, что антисемитизм не был основополагающем элементом движения, по крайней мере, в его начальной фазе.
Участие Гольдмана также вызвало дискуссию о роли масонства в процессе формирования фашизма; однако следует учитывать, что инициативы по присоединению к движению, высказанные масонами на первом этапе, более уместно воспринимать как инициативы личного характера, а не как отражение позиции масонства в целом. В 20-е и 30-е годы он был президентом Итальянской коммерческой кредитной компании и миланского сталелитейного завода, а также соучредителем и вице-президентом издательства Imperia (основано в конце 1922 году, приобретено Национальной фашистской партией) вместе, в числе прочих, с Сенаторо Борлетти и Дино Гранди.
В 1931 году Риккардо Галли нарисовал портрет Чезаре Гольдмана.
Умер в Риме в 1937 году и был похоронен на монументальном кладбище Милана. Его смерть была упомянута в статье под названием «Due sansepolcristi scomparsi», опубликованной в периодическом издании La Nostra Bandiera, номер от 1-16 октября 1937 года.